# Ранавалуна III
Ранавалуна III (22 листопада 1861 , Ампарибеd, Королівство Імерина  — 23 травня 1917 , Алжир, Французький Алжир, Третя французька республіка ) — правляча королева Імерини в 1883—1897 роках. Остання королева Імерини.

## Життєпис
Донька принца Андріанциміанатри та його стриєчної сестри Ракетаки, доньки короля Радами I. Народилася 1861 року в Ампаріде (на околиці Антананаріву), отримавши ім'я Разафіндрагеті. Після набуття шкільного віку стала навчатися у вчителів Лондонського місіонерського товариства. Водночас її опікункою стала королева Ранавалуна II. Продовжувала освіту в конгрегаційній школі Амбатонакананга, середній школі для дівчат «Друзі» та Центральній школі для дівчаток. 1874 року прийняла хрещення у протестантській церкві.
1883 року після смерті королеви Ранавалуни II успадкувала трон, змінивши ім'я на Ранавалуна. Її коронація відбулася 22 листопада того ж року. Вступила в шлюб з прем'єр-міністром Райнілайарівуні, який на той час зосередив у своїх руках майже всю владу на Мадагаскарі. В цей час вирувала війна з Францією.
Ранавалуна III 10 січня 1886 року підписала договір з Францією, надавши право французам представляти королівство у міжнародній політиці, зобов'язалася сплатити 10 млн франків, передавала стратегічно важливу бухту Дієго-Суарес, де французи мали намір створити свою військову базу.
За цим Ранавалуна III намагалася заручитися підтримкою США, спрямувавши президенту Гроверу Клівленду подарунки у вигляді тканин і шпильок зі слонової кістки. Під час її правління відбулась поразка Мадагаскару під час першої франко-малагасійської війни, яка послабила її політичну вагу в Малагасійському суспільстві. 12 грудня 1887 був укладений мирний договір, який надав значні вигоди для Франції.
В 1884—1885 роках проходила Берлінська конференція, на якій обговорювали сфери впливу в Африці, але про належність Мадагаскару там не йшлося. Це питання вирішилося 1890 року, коли Велика Британія і Німеччина визнали протекторат Франції над Мадагаскаром.
22 січня 1894 року палата депутатів французького парламенту одноголосно підтримала подання про встановлення протекторату над королівством Імериною. 16 жовтня Ле Мір де Віле, офіційний резидент Франції в королівстві, надав на розгляд малагасійського уряду доповнення до договору 1885 року, яке включало в себе 5 статей, що мали на меті встановлення фактичного протекторату над країною. Ранавалуна III відмовилася його підписувати. Франція у відповідь на це спрямувала в 1895 році експедиційний корпус, який захопив Антананаріву після невеликого опору. Після завершення Другої війни прем'єр-міністра Райнілайарівуні було заслано до Алжиру, де він помер 1896 року. Ранавалуна III залишалася на острові, навіть коли Франція в 1 січня 1896 році оголосила Мадагаскар своєю колонією.
Після придушення у 1897 році повстання на Мадагаскарі проти Франції (відоме як меналамби — «червоної шальки»), Ранавалуна III була заслана на Реюньйон, а потім — в березні 1899 року до Алжиру, де вона померла в 1917 році.
У листопаді 1938 рештки Ранавалуни III були ексгумовані і перепоховані у гробниці королеви Расухеріни поруч з Історичним музеєм в Антананаріву. 6 листопада 1995 року він згорів під час пожежі і рештки Ранавалуни III були перенесені до гробниці на королівському пагорбі Амбугіманга.